# Антошка
«Антошка» — советский короткометражный рисованный мультфильм, снятый по детской песенке Владимира Шаинского и Юрия Энтина режиссёром Леонидом Носыревым.

## Сюжет
Мультфильм про ленивого мальчишку по имени Антошка, который не захотел сперва вместе идти копать картошку, а потом нехотя согласился сыграть для ребят на гармошке, но потом передумал и вместо этого спел им дразнилку. Зато от приглашения на обед не только не отказался, но и взял для него ложку огромных размеров. Однако в своей плошке (самой большой на столе) он вместо каши обнаруживает лягушку, которую туда положили ребята, чтобы его специально проучить.

## Съёмочная группа
- Автор сценария: Эдуард Успенский
- Режиссёр и художник: Леонид Носырев
- Композитор: Владимир Шаинский
- Оператор: Михаил Друян
- Поэт: Юрий Энтин
- Звукооператор: Владимир Кутузов
- Вокальные партии: Маргарита Корабельникова (Антошка) и детская хоровая студия «Спутник»

## Создание
- Антошка — главный герой данного мультфильма, является визитной карточкой режиссёра Леонида Носырева. Также он использовал его образ в мультфильмах: «Рыжий, рыжий, конопатый», «Два весёлых гуся» и «Фантазёры из деревни Угоры»[2].

Мне понравилась песенка про Антошку. Весёлая мелодия, озорные словечки. Сразу представился образ мальчишки. Первые ощущения очень важны. Уже потом начинает работать мысль художника и режиссёра. Энтин принёс и сценарий. Но мне он не очень понравился.
Я решил, что Антошка должен быть обязательно рыжим, солнечным, свободным человечком. Который сидит где-то на природе под подсолнухом. У меня с самого детства любовь к этим растениям. Помню, рядом с нашим четырёхэтажным домом, где мы жили в коммунальной квартире, были огороды. Там рос огромный подсолнух. Как-то вечером я подполз к нему и решил отвернуть ему голову. Долго мучился. Отломить подсолнух, да ещё детскими руками, тяжело — он очень волокнистый и плотный. Тот подсолнух запечатлился в моей памяти.— Леонид Носырев